# Hotel Fürstenhof (Berlino)
L'Hotel Fürstenhof era un tradizionale hotel di lusso situato in Potsdamer Platz, nel quartiere Mitte di Berlino. Nella seconda metà del XIX secolo era un hotel di fascia media, riaprendo come hotel di lusso nel 1907. Andò distrutto durante la seconda guerra mondiale.

## Una posizione comoda

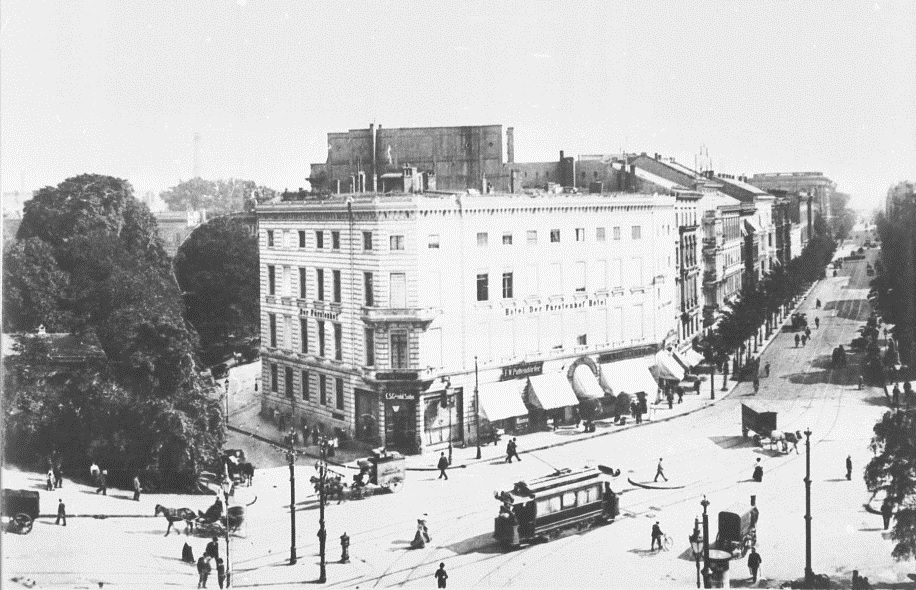
L'Hotel Fürstenhof prima del 1906.

Secondo le guide turistiche del XIX secolo, l'Hotel Fürstenhof esisteva già nella seconda metà del XIX secolo come albergo di media categoria in Leipziger Platz (n. 2). L'attività dell'hotel traeva vantaggio dalla sua posizione comoda sulla trafficata Potsdamer Platz, con la sua stazione ferroviaria di Potsdam. Il Grand Hotel Bellevue e il Palast-Hotel si trovavano nelle immediate vicinanze, sul lato nord di Potsdamer Platz. Non lontano si trovava anche l'Anhalter Bahnhof (stazione ferroviaria) in Askanischen Platz.

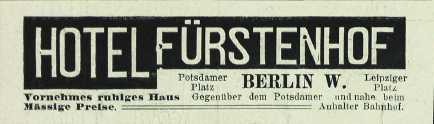
Pubblicità su giornale per l'Hotel Fürstenhof, 1903

Questo edificio più vecchio e piuttosto semplice dell'Hotel Fürstenhof offriva spazio per 50 camere. L'ultimo proprietario del vecchio Fürstenhof in questa forma - con l'indirizzo Leipziger Platz 2 - fu l'albergatore Heinrich Quitz (documentato come residente lì dal 1899 al 1905). Nel 1905, vendette l'edificio dell'hotel alla società di ristorazione Aschinger e tentò quindi di fondare un nuovo hotel in Markgrafenstraße 49, direttamente sul Gendarmenmark, con il nome di Fürsten Hotel. Il Fürsten-Hotel sul Gendarmenmarkt esistette solo dal 1906 al 1909.

## Trasformazione in hotel di lusso
La ditta di ristorazione Aschinger bandì un concorso di architettura per un grande immobile in una posizione prominente tra Potsdamer Platz e Leipziger Platz nonché in Königgrätzer Straße (1930-1935 e dal 1947 Stresemannstraße), i cui risultati sono documentati nel Berliner Architekturwelt del luglio 1905. Gli architetti berlinesi vincitori Richard Bielenberg e Josef Moser costruirono il nuovo Hotel Fürstenhof tra il 1906 e il 1907.
Grazie all'acquisto di immobili adiacenti, il complesso alberghiero venne ampliato, in particolare in Königgrätzer Straße. Nella sua nuova forma, considerevolmente ampliata, l'hotel contava oltre 300 camere. L'architettura del nuovo edificio presentava elementi di Art Nouveau, del primo Modernismo e del Neobarocco. Anche l'interno dell'edificio era riccamente decorato, tra cui una fontana di Ludwig Vordermayer e sculture di Richard Kühn. La guida turistica Grieben elencò il Fürstenhof nel 1920 nella sua lista di hotel di "primissima e prima classe", descrivendolo come "un elegante stabilimento con ogni comfort" e menzionando il Café Fürstenhof annesso all'hotel.

## I danni della guerra e la demolizione
Nel novembre del 1943 l'edificio fu danneggiato dalle bombe durante un raid aereo britannico e le rovine furono completamente demolite negli anni '50.

## Galleria

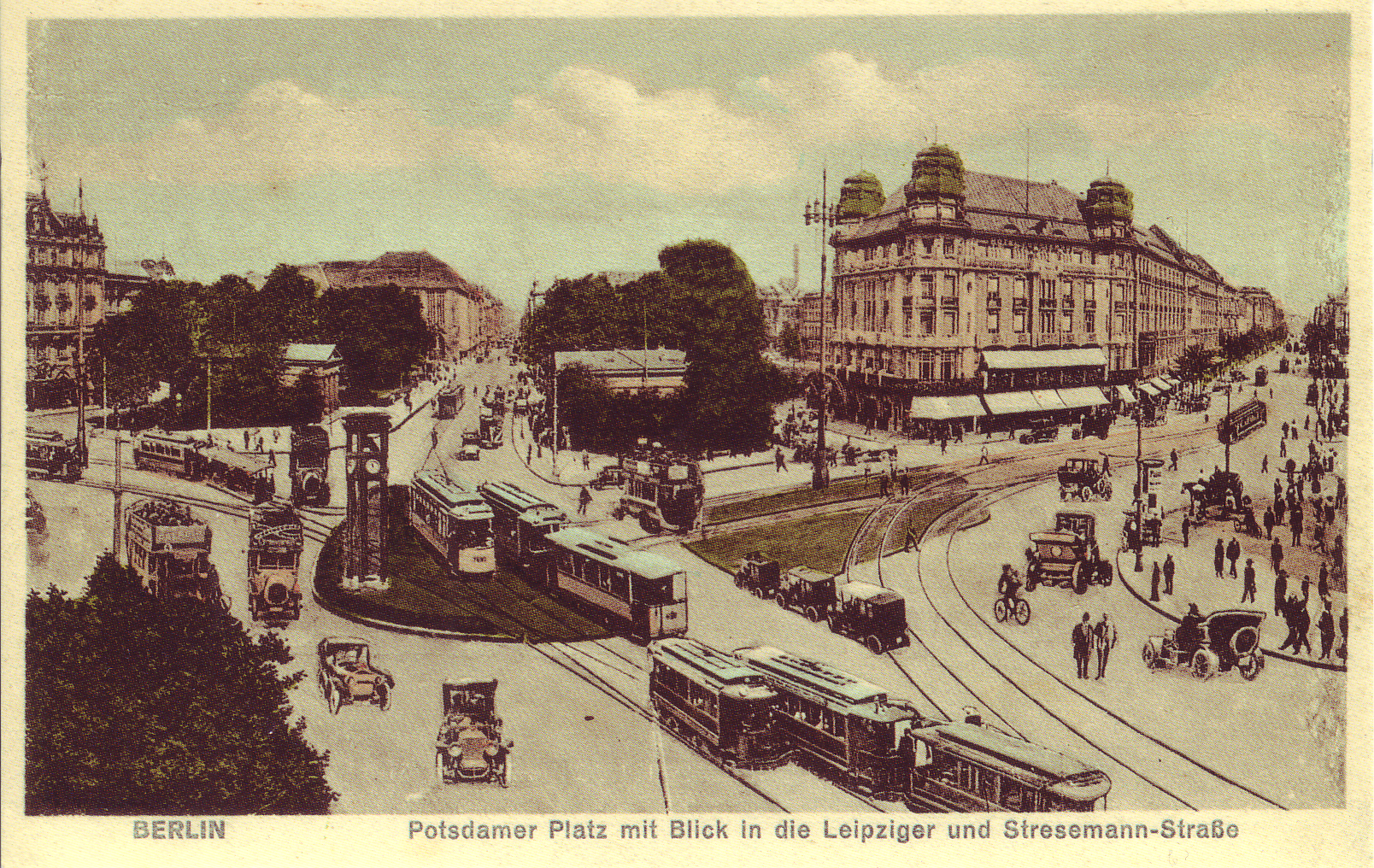
Cartolina d'epoca raffigurante Berlino intorno al 1900, con l'Hotel Fürstenhof sulla destra.
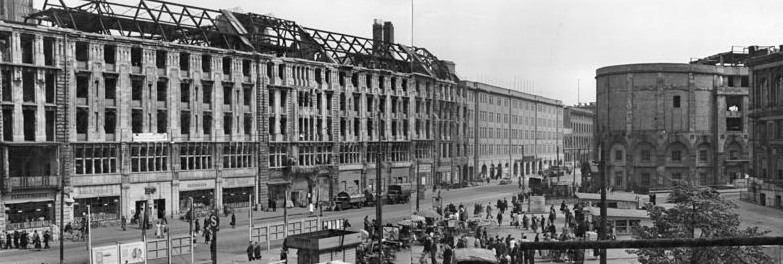
L'hotel in rovina dopo la fine del conflitto, nel 1952.
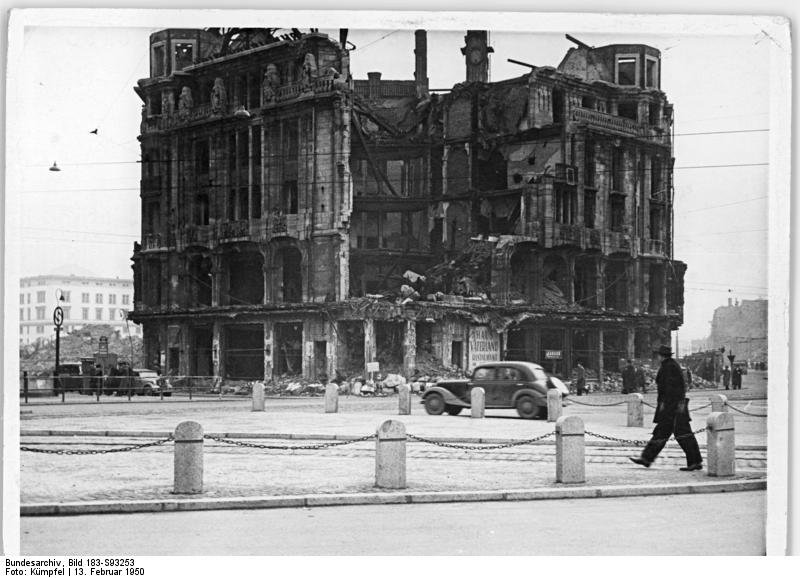